# Jama (hinduizem)
Jama (Yama) je v hinduizmu bog zaščitnik južne strani neba. Upodobljen je z zelenim telesom in rdečimi oblačili. Njegova simbolna znaka (atributa) sta kij (lahko tudi palica) in zanka, njegova simbolna jezdna žival pa je črni bivol.